# Reginald Tower
Sir Reginald Thomas Tower (ur. 1 września 1860, zm. 21 stycznia 1939) był brytyjskim dyplomatą, w 1920 przedstawicielem Mocarstw Sprzymierzonych na terytorium odłączonego od Niemiec Wolnego Miasta Gdańska.
W 1887 ukończył studia w Trinity College na Uniwersytecie Cambridge. Przeszedł przez wszystkie stopnie kariery w dyplomacji od attaché do posła nadzwyczajnego, m.in. w Turcji, Hiszpanii, Danii, Prusach, USA, Chinach, Syjamie, Bawarii, Wirtembergii, Meksyku (ustanowił tam piłkarski Puchar Meksyku) i Argentynie. Otrzymał kilka odznaczeń, m.in. został kawalerem Orderu św. Michała i św. Jerzego i komandorem Królewskiego Orderu Wiktoriańskiego.
W listopadzie 1919 został mianowany pełnomocnikiem Głównych Mocarstw Sprzymierzonych i Stowarzyszonych oraz administratorem terytorium Gdańska, które po wejściu w życie traktatu wersalskiego miało zostać odłączone od Niemiec. Przybył do Gdańska 11 lutego 1920, a 12 lutego Rada Ligi Narodów na posiedzeniu w Londynie mianowała go tymczasowym Wysokim Komisarzem Ligi Narodów w Gdańsku.